# Filisparsa discreta
Filisparsa discreta är en mossdjursart som beskrevs av Calvet 1906. Filisparsa discreta ingår i släktet Filisparsa och familjen Oncousoeciidae. Inga underarter finns listade i Catalogue of Life.